# Flores Island (British Columbia)
Flores Island ist eine 153,74 km² große Insel vor der Westküste von Vancouver Island vor der kanadischen Pazifikküste und gehört zum Alberni-Clayoquot Regional District. Sie liegt nördlich von Tofino und hat einen Umfang von 82 km. Ihr Name bezieht sich auf Manuel Antonio Flórez, den 51. Vizekönig von Mexiko (1787–1789). Es gibt nur eine einzige größere Siedlung mit dem Namen Ahousaht (Village), dazu kommt Marktosis (auf der McNeil Peninsula). Beide Siedlungen liegen im Süden der Insel. In Ahousaht befindet sich eine Post und ein Einkaufsladen (general store). Der Anderson Lake ist das wichtigste Trinkwasserreservoir. 
Die Insel ist per Wassertaxi (Ahousaht Pride) zweimal täglich von Tofino und Hot Springs aus zu erreichen.
Die Insel stellt den Hauptteil des Reservats dar, in dem die Ahousaht leben, der größte Teilstamm der Nuu-chah-nulth First Nation. Knapp ein Drittel der über 2000 Ahousaht lebt innerhalb des Reservats, das per Wasserflugzeug und Boot mit Tofino verbunden ist. Zum Reservat zählen neben Maaktosis Indian Reservation 15 auch Kutcous Point Indian Reservation 33 und Tootoowiltena Indian Reservation 28.

## Klima, Geologie, Flora und Fauna
Das Klima auf Flores ist mit jährlichen Niederschlägen von etwa 3.000 mm sehr feucht, die Temperaturen im Mittel gemäßigt. Sie liegen bei 5 °C im Januar und 15 °C im Juli. Zahlreiche Bäche entwässern die Insel, dazu kommen kleinere Seen, von denen der größte der Riley Lake ist. Der Mount Flores ist mit 886 m der höchste Berg der Insel. Er gehört zu den Vancouver Island Ranges und von ihm aus bietet sich ein grandioser Ausblick auf den Clayoquot Sound und die benachbarten Inseln. 
Die Inseloberfläche ist von Geschiebemergel, Kolluvisol, Meeres- und Flusssedimenten (s. Sedimentation) gekennzeichnet. Die starken Regenfälle fördern eine entsprechende Erosion, die aber durch das Pflanzenkleid wesentlich verlangsamt wird – sie ist dabei an der Süd- und Südostküste deutlich stärker.
Über 96 % der Insel sind von Urwald bestanden, der überwiegend älter als 140 Jahre ist. Dabei dominieren Western Hemlock (Westamerikanische Hemlocktanne) und Western Red Cedar (Riesen-Lebensbaum), dazu kommen Yellow Cedar (Nootka-Scheinzypresse, Callitropsis nootkatensis) und Pacific Silver Fir (Abies amabilis). Auf Flores wächst zudem eine Reihe seltener Pflanzen.
Der Marmelalk dürfte in Amerika inzwischen eine der bekanntesten unter den bedrohten Vogelarten darstellen. Die Vögel wurden vor allem am Arnet Creek und in der Nähe der Cow Bay gezählt. Dazu kommt eine große Zahl von Kolibris (humming birds) und auch Adler. Schwarzbären sind hier mangels Nahrung seltener, gelegentlich tauchen Wölfe auf.
Die vier größten Bäche (Cow Bay, Arnet, Riley Creek und Hootla-Kootla), dazu drei weitere Bäche an der Südküste gelten als die lachsreichsten Gebiete. Dazu zählen Coho oder Silver Salmon (Oncorhynchus kisutch), Chum (Oncorhynchus keta) und Chinook (Oncorhynchus tshawytscha). Die gefährdeten Cutthroat-Forellen (Oncorhynchus clarki) kommen an mindestens 19 Stellen auf der Insel vor, Dolly-Varden-Forellen (Salvelinus malma) nur am oberen Cow Creek und am oberen Arnet Creek, dort wohl seit Jahrtausenden isoliert. Verschiedene Lachsarten bewohnen die Bachläufe und Seen. Ausschließlich am Riley Creek und am Riley Lake kommen Peamouth Chub (Cypriniden) und Kokanee Salmon vor, eine endemische Unterart des Rotlachses (Sockeye Salmon, Oncorhynchus nerka). Am Heydon Lake soll es eine unidentifizierte Art des Stickleback geben, der zur Familie der Stichlinge zählt.

## Parks und Schutzgebiete
Flores Island liegt im Clayoquot Sound Biosphere Reserve, einem von der UNESCO anerkanntem Biosphärenreservat.
Nicht weniger als 41,44 km², dazu 29,69 km² Meeresfläche, gehören zum Flores Island Marine Provincial Park. Der Gibson Marine Provincial Park wurde bereits am 30. November 1967 bei Matilda Cove am Südende der Insel eingerichtet.
Besonders hervorzuheben ist der Schutz seltener Tierarten, die 1995 auch überwiegend die Unterschutzstellung begründeten, darunter Fledermäuse, der nördliche Seelöwe, Orkas, Seeotter, Grauwale, Cutthroat Trouts (eine Meeresforellenart) und der Coho-Lachs, dazu endemische Pflanzenarten. Als besonders gefährdet gilt der Marmelalk, genauer gesagt der Brachyramphus marmoratus marmoratus. Neuerdings tauchen Wölfe auf der Insel auf.
1993 wurde ein 32 km langer Öko- und Kultur-Wanderweg angelegt, der Ahousaht mit Buchten, Wäldern, dem höchsten Berg der Insel (Mount Flores, 886 m) und anderen Natursehenswürdigkeiten verbindet. Zugleich erhält man dort Erläuterungen zu den Gebräuchen und zur Geschichte der Ahousaht. Er führt schließlich bis zur Cow Bay, wo sich Grauwale versammeln. Darüber hinaus dient er als eine Art Gedächtnis, wenn man so will einer historischen Quellensammlung. Er zog bereits im ersten Jahr 8.000 Besucher an. 69,25 km² der Insel sind nach Einschätzung der Ahousaht kulturell bedeutsame Gebiete.

## Wirtschaft
Seit 1902 werden auf der Insel Rohstoffe abgebaut, vor allem Kupfer, aber auch Gold, Silber, Blei und Zink.
Neben dem zunehmenden Tourismus, zählt der Holzeinschlag trotz starker Beschränkungen immer noch zu den bedeutenderen Wirtschaftszweigen. Die Ahousaht halten Woodlot License 0019, ein Gebiet von 267 ha nahe Ahousaht village. Ein großer Teil der Tree Farm License 57, liegt bei Iisaak Forest Resources, einem Joint Venture der MaMook Development Corporation, die sich im Besitz der Central Region First Nations (also der Ahousaht, Hesquiaht, Tla-o-qui-aht, Toquaht und Ucluelet) befindet, und Weyerhaeuser Ltd. Nur ein kleines Gebiet gehört zur Arrowsmith Timber Supply Area. Großflächige Abholzungen fanden bis heute nur in den 70er und 80er Jahren statt. Allerdings hat Iisaak für 2011 eine Holzeinschlaglizenz beantragt, gegen die sich verschiedene Organisationen, unter ihnen das Western Canada Wilderness Committee wehren. Die Genehmigung wurde am 1. April 2011 erteilt, so dass in dem bisher unberührten Gebiet eine Holzfällerstraße angelegt werden darf.

## Geschichte
Zahlreiche historische Relikte finden sich auf Flores Island. Dazu zählen 71 so genannte Culturally Modified Trees, also Bäume, an denen sich Bearbeitungen nachweisen lassen, einige Dörfer, shell middens, also große Muschelhügel, die wichtige archäologische Quellen darstellen, da sie beispielsweise Aussagen über die Ernährung der Bewohner ermöglichen, Kanuanlegestellen und Fischfallen, Felsmalereien und eine Begräbnisstätte.
Ursprünglich lebten die Ahousaht an der Westküste der nahe gelegenen Vargas Island, und in der Calmus Passage sowie um die Cyprus Bay im Clayoquot Sound. 1824 siedelten sie nach Flores um, lieferten sich dort einen 14-jährigen Krieg mit den Otsosaht. Als Ahousaht 1864 eine Händlerschaluppe angriffen und die Besatzung niedermachten, erfolgte eine Strafexpedition, in deren Verlauf 15 Männer starben.
1874 missionierte Father A. J. Brabant in Begleitung des Bischofs von Victoria unter den Ahousaht. 1888 wurde in Clayoquot die erste Missionsstation eingerichtet. Ab 1890 wurden die Kinder zunehmend in Missionsschulen geschickt und 1899 entstand mit der „Christie Indian Residential School“ auf der benachbarten Meares Island eine Residential School. In Ahousaht auf Flores Island entstand eine Presbyterianermission. 
1904 richteten die Presbyterianer an ihrer Mission die „Ahousaht Indian Residential School“ ein. Ab 1920 wurde das System der Residential Schools eingeführt, als der Schulbesuch für alle Kinder zwischen 7 und 15 Jahren in ganz Kanada obligatorisch wurde. In freiwilliger Trägerschaft bestanden diese Schulen jedoch ab der zweiten Hälfte des 19. Jahrhunderts. Dieses Schulsystem sollte anfangs zu einem der Haupthebel der Integrationspolitik werden. Allgemein kam es jedoch in diesen Schulen, welche in der Regel von kirchlichen Organisationen betrieben wurden, zu Tausenden von Übergriffen auf die Schüler und zu einer hohen Sterblichkeitsrate. 1940 wurde die Schule auf Flores Island geschlossen. Im Jahr 2008 entschuldigte sich die kanadische Bundesregierung für dieses Residential School System.
Um 1880 schlossen sich die Keltsomaht den Ahousaht an, nachdem der überwiegende Teil der Männer bei einer Jagd im Pazifik ums Leben gekommen war. Diese waren selbst bereits mit den Quatswaht und den Owinmitisaht amalgamiert. Commissioner Peter O’Reilly wies ihnen in den 1880er Jahren ihre Reservate zu. In den 1940er Jahren schlossen sich auch die wenigen verbliebenen Manhousaht an.
Heute leben die aus insgesamt sechs Stämmen hervorgegangenen Ahousaht in Marktosis (Maaktusiis) auf Flores. Im November 2007 galten 1852, im November 2009 bereits 1905 Menschen als Ahousaht. Im März 2018 war die Zahl auf 2183 gewachsen, von denen 734 in eigenen Reservaten und 99 in anderen Reservaten lebten.